# Antonskirche (Wien)

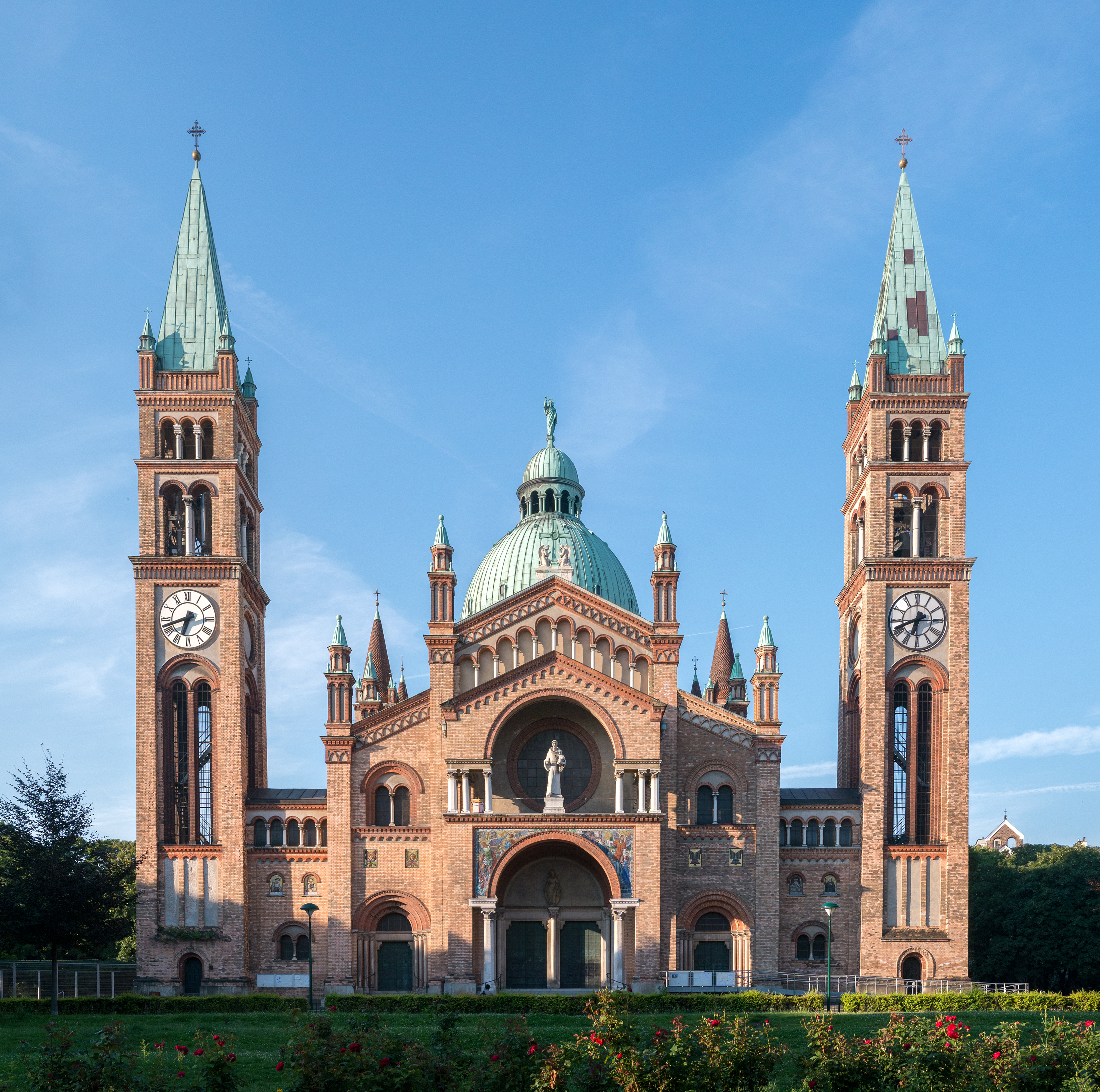
Antonskirche in Wien-Favoriten

Die Antonskirche (Pfarrkirche St. Antonius) ist eine dem heiligen Antonius von Padua geweihte römisch-katholische Filialkirche am Antonsplatz im 10. Wiener Gemeindebezirk Favoriten.

## Geschichte
Zu Ende des 19. Jahrhunderts gab es in Favoriten erst eine Kirche, die 1876 geweihte Pfarrkirche am Keplerplatz, die für 100.000 Christen zuständig war. Dadurch wurde der Bau einer weiteren Kirche im Bezirk notwendig, die auf Wunsch des damaligen Erzbischofs Anton Josef Gruscha dem Heiligen Antonius von Padua geweiht werden sollte, dem Namenspatron Gruschas. Der Grundstein für die Kirche wurde am 10. November 1896 in Anwesenheit des Kaisers Franz Joseph gelegt. Genau sechs Jahre später, 1902 erfolgte die Kirchweihe wiederum in Anwesenheit des Erzbischofs und des Kaisers. Die Baupläne stammten vom Architekten Franz von Neumann, die Ausführung übernahm der Hofbaumeister Josef Schmalzhofer. Die Ausstattung besorgte der Historienmaler August von Wörndle, während die Orgel von Johann M. Kauffmann gebaut wurde.
Während des Zweiten Weltkrieges wurde die Antonskirche am 6. November und 11. Dezember 1944 von Bomben schwer getroffen. Dabei wurden die Kuppel, die Orgelempore, Teile der Türme und des Längsschiffes und die Wandmalereien zerstört. Obwohl gleich nach Kriegsende mit dem Wiederaufbau begonnen wurde, dauerte es bis 1961, bis die Wiederherstellung abgeschlossen war. Sie wurde von Architekt Anton Steflicek geleitet. Wegen Geldmangels beschloss man damals, das Innere schlicht weiß auszumalen und auf Wandmalereien zu verzichten.
1962 erhielt die Kirche eine neue Orgel, die von Dreher und Reinisch als Karl-Josef-Walter-Gedächtnisorgel errichtet wurde. Sie verfügt über 52 Register auf 3 Manualen und Pedal. Das Presbyterium wurde 1981 neu gestaltet und ein Volksaltar errichtet. Eine Innenrenovierung erfolgte 1992. Am 1. November 2015 wurde die Pfarre aufgehoben. Die Kirche ist nun eine Filialkirche der Pfarre Göttliche Barmherzigkeit.
Am 29. Oktober 2020 drangen rund 50 Jugendliche in das Gebäude und randalierten, wobei allerdings nichts beschädigt wurde. Die Tageszeitung Kurier schreib unter Berufung auf Informationen aus dem Wiener Landesamt für Verfassungsschutz und Terrorismusbekämpfung, die Randalierer seien türkische Islamisten gewesen, sie hätten „Allahu Akbar“ gerufen und man stellte einen Zusammenhang mit dem Mord an Samuel Paty in Frankreich zwei Wochen zuvor her. Auch Innenminister Karl Nehammer und Bundeskanzler Sebastian Kurz stellten das Geschehen als religiösen Konflikt dar. Diese Darstellung der Täter wurde in der Folge auch von anderen Medien wie z. B. Die Presse und oe24.at übernommen. Der Wiener FPÖ-Obmann Dominik Nepp forderte „Abschiebe-Tickets für diese Islamisten“ und erneut einen „Migrationsstopp“ aus allen „islamischen Ländern“. Anfang Februar 2021 gab die Polizei bekannt, man habe zehn der Jugendlichen ausgeforscht. Wie Radio Wien berichtete hatten diese unter anderem österreichischen, kroatischen, rumänischen und serbischen familiären Hintergrund und es gab, konträr zu den früheren Berichten, keinerlei Anhaltspunkte für religiöse oder politische Motive zu dem Vorfall.

## Äußeres

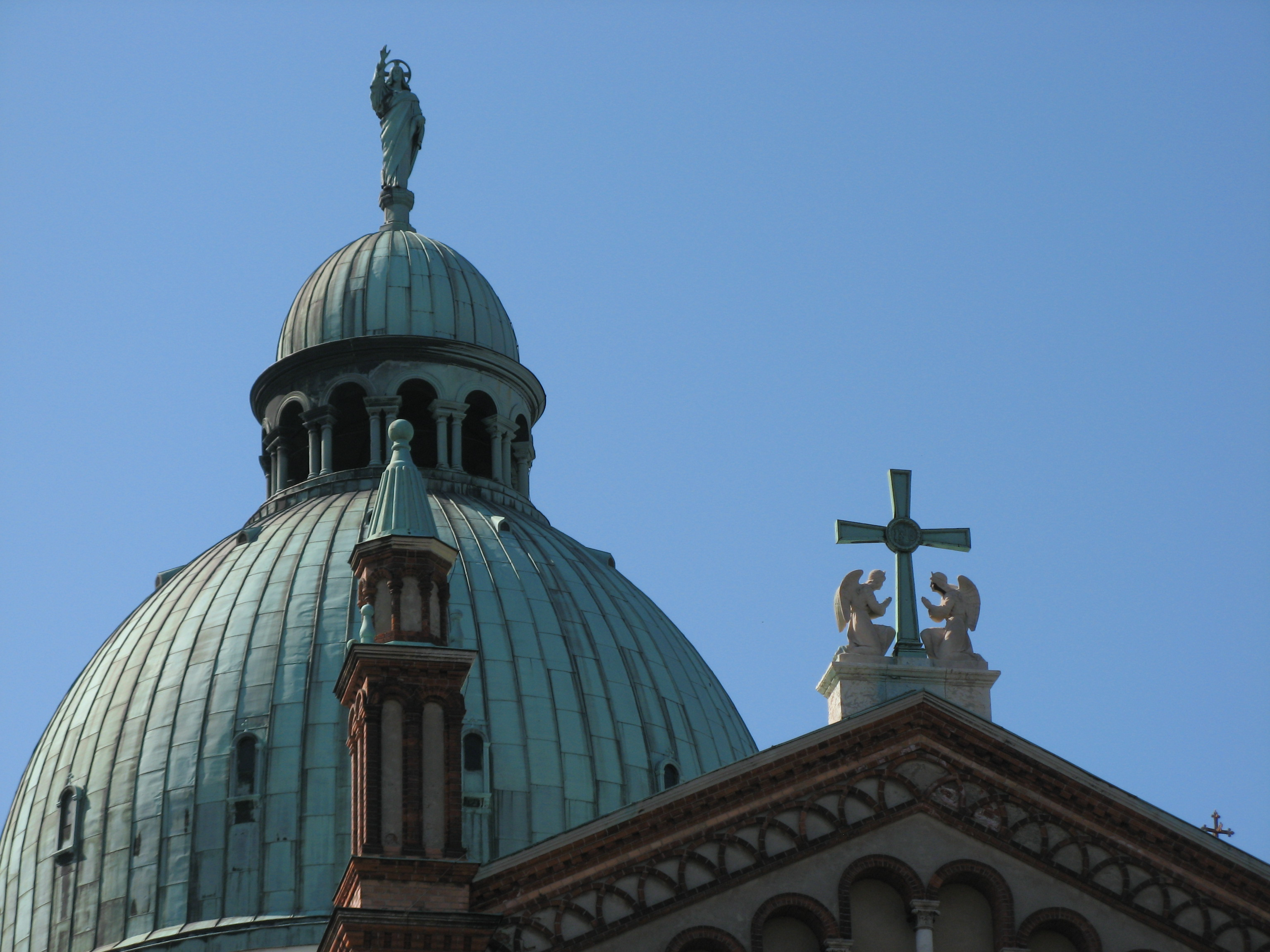
Kuppel der Antonskirche

Die Antonskirche ist ein monumentaler und repräsentativer Bau. Es handelt sich um den größten Kirchenbau des 10. Bezirkes. Sie befindet sich inmitten des Antonsplatzes und ist von einer Grünanlage rings umgeben. Durch die auf den Antonsplatz zuführenden Straßen ist die Kirche durch Sichtachsen schon aus weiterer Entfernung zu sehen.
Die Kirche ist in einem historisierenden romanisch-byzantinischen Baustil errichtet. Ursprünglich wollte sich der Architekt stärker am Markusdom von Venedig orientieren und einen Bau mit vier niedrigeren Kuppeln und einer Vierungskuppel schaffen. Die hohen Baukosten zwangen ihn aber zu sparen, wodurch nur eine große Vierungskuppel realisiert wurde. Das äußere Erscheinungsbild erinnert an die große Basilika des Heiligen Antonius in Padua. Der Backsteinbau besitzt eine sehr breite, gut 25 Meter lange Fassade, die von zwei campanileartigen Glockentürmen (jeweils 51 Meter hoch) flankiert wird. Dominierend ist die 48,5 Meter hohe Vierungskuppel im Zentrum des Gebäudes, die eine 4 Meter hohe segnende Christusstatue von Hans Bernard trägt. Sowohl der Chor als auch die Querschiffe besitzen große Apsiden.
Über dem Eingangsportal befindet sich im oberen Teil des loggienartigen Torbaus eine Statue des Heiligen Antonius von Padua von Heinz Satzinger aus dem Jahr 1958. Unmittelbar über dem Tor steht auf einem Trumeaupfeiler eine Marienfigur von Alois Düll. Die Mosaike darüber wurden 1907 von Favoritner Großindustriellen gespendet. Rund um die Kirche befinden sich 31 Glasmosaikbilder von Heiligen, die meist in einem Bezug zu Wien oder Österreich stehen.

## Inneres
Der weitläufige Innenraum wirkt nicht zuletzt durch die weiße Ausmalung sehr hell und schlicht. Der Hochaltar ist als marmornes Altarziborium gestaltet (1961). Die einzigen Wandmalereien befinden sich heute im Chorraum, wo in der Apsis das Mosaik Christus Pantokrator von Ernst Bauernfeind aus dem Jahr 1962 zu sehen ist sowie zwei große Fresken mit Szenen aus dem Alten und Neuen Testament von Hans Alexander Brunner, ebenfalls 1962. Die Kanzel besitzt am Korb Bronzereliefs von Heinz Satzinger von 1963. Noch von der ursprünglichen Ausstattung haben sich die Kreuzwegreliefs aus Zink, nach Entwürfen des Architekten 1902 geschaffen, erhalten. Ebenfalls aus der Zeit um 1900 stammen zwei Statuen der Madonna mit Kind und Herz Jesu von Ludwig Schadler. Vom ehemaligen Schmelzer Friedhof wurde eine Pietà und eine Statue des Heiligen Johannes Nepomuk hierher gebracht. Weitere Figuren stellen die Heilige Anna Maria lesen lehrend, den Heiligen Judas Thaddäus, den Heiligen Josef und die heilige Theresia von Lisieux dar. Im rechten Querschiff befindet sich der Antoniusaltar mit einer Statue des Heiligen von Ferdinand Stuflesser aus der Bauzeit. Hier wird ein 6 cm langes Rippenstück des heiligen Antonius aufbewahrt, das von Graf Eduard Gaston Pöttickh von Pettenegg, dem Titularerzbischof von Damiette, aus Italien nach Wien gebracht wurde. Es handelt sich um die größte Antonius-Reliquie in Wien.
Beachtung verdient die Werktagskapelle, in der noch eine Holzkassettendecke mit vergoldeten Rosetten von 1901 und die Bilder der Heiligen Franz Xaver, Bonaventura und Georg sowie der Heiligen Familie zu sehen sind. Sie entgingen als einzige den Zerstörungen des Krieges.

## Orgel

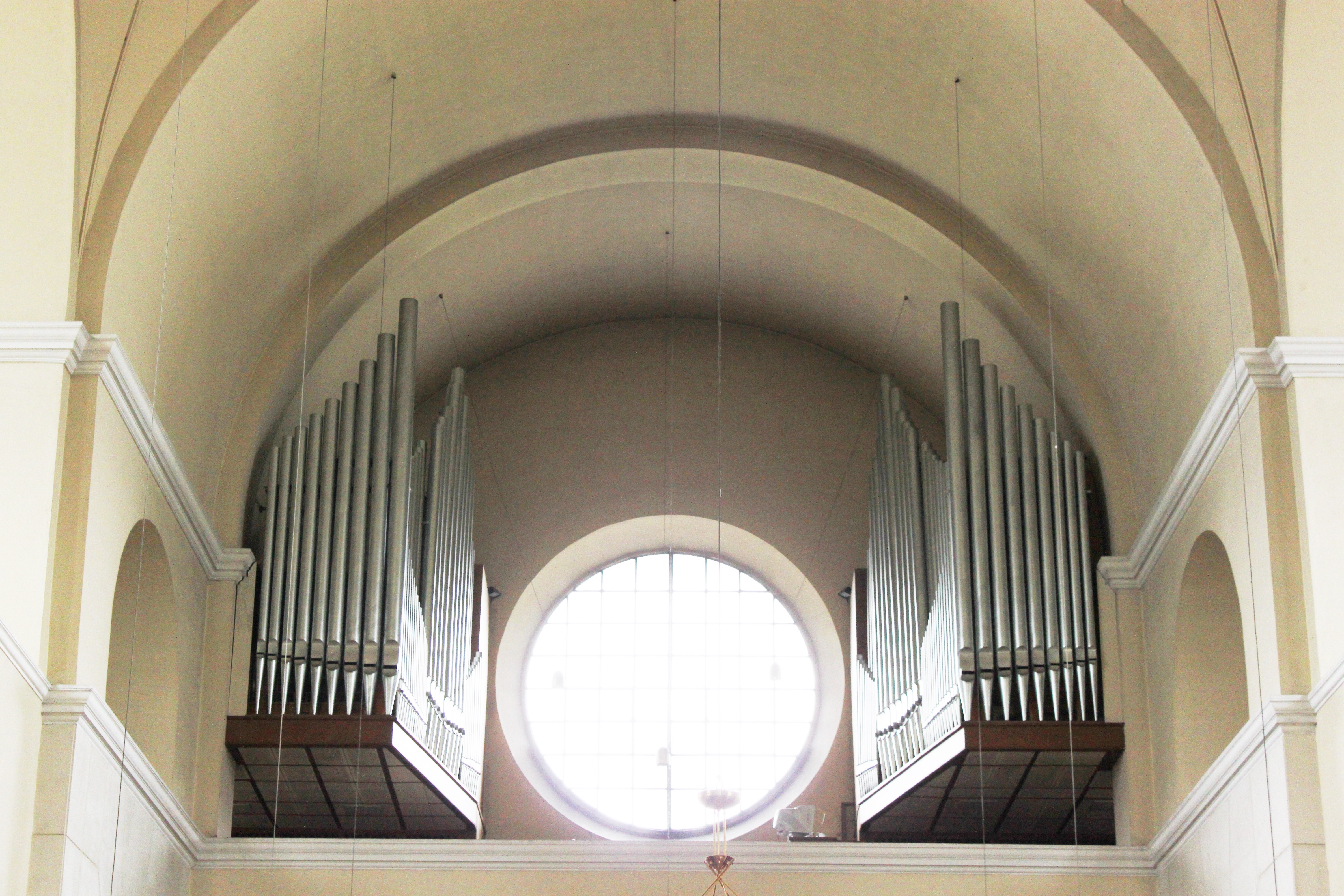
Blick auf die Orgel

Die Orgel auf der Nordempore wurde von der Orgelbaufirma Dreher & Reinisch gebaut und 1962 fertiggestellt. Die Disposition wurde von Karl Walter entworfen. Das mit Kegelladen versehene Instrument hat einen Freipfeifenprospekt, 52 Register (ca. 4.000 Pfeifen auf drei Manualen und Pedal) und elektropneumatische Trakturen.
Karl Schütz war bis 2020 Organist an diesem Werk.
| I Hauptwerk C–g3 |       |
| Groß Prinzipal   | 16′   |
| Prinzipal        | 8′    |
| Oktav            | 8′    |
| Holzflöte        | 8′    |
| Viola            | 8′    |
| Oktav            | 4′    |
| Klein Gedackt    | 4′    |
| Quinte           | 2 ⁄3′ |
| Superoktav       | 2′    |
| Mixtur V-VI      | 2′    |
| Mixtur IV-V      | 1 ⁄3′ |
| Trompete         | 16′   |
| Trompete         | 8′    |
| Trompete         | 4′    |

| II Brustwerk C–g3 |       |
| Holzgedackt       | 8′    |
| Quintatön         | 8′    |
| Prinzipal         | 4′    |
| Waldflöte         | 4′    |
| Oktav             | 2′    |
| Quinte            | 1 ⁄3′ |
| Sifflöte          | 1′    |
| Mixtur IV         | 1 ⁄3′ |
| Scharff III-IV    | 1′    |
| Krummhorn         | 8′    |

| III Schwellwerk C–g3 |        |
| Quintatön            | 16′    |
| Ital. Prinzipal      | 8′     |
| Bordun               | 8′     |
| Salizional           | 8′     |
| Schwebung            | 8′     |
| Prästant             | 4′     |
| Rohrflöte            | 4′     |
| Nasard               | 2 ⁄3′  |
| Nachthorn            | 2′     |
| Terz                 | 1 3⁄5′ |
| Zimbel III           | 1 ⁄3′  |
| Mixtur IV            | 1′     |
| Basson               | 16′    |
| Helltrompete         | 8′     |
| Schalmay             | 4′     |

| Pedal C–f1    |         |
| Untersatz     | 32′     |
| Prinzipalbass | 16′     |
| Subbass       | 16′     |
| Zartbass      | 16′     |
| Quintbass     | 10 2⁄3′ |
| Oktavbass     | 8′      |
| Gedecktbass   | 8′      |
| Choralbass    | 4′      |
| Blockflöte    | 2′      |
| Mixtur IV     | 2 ⁄3′   |
| Posaune       | 16′     |
| Trompete      | 8′      |
| Clairon       | 4′      |

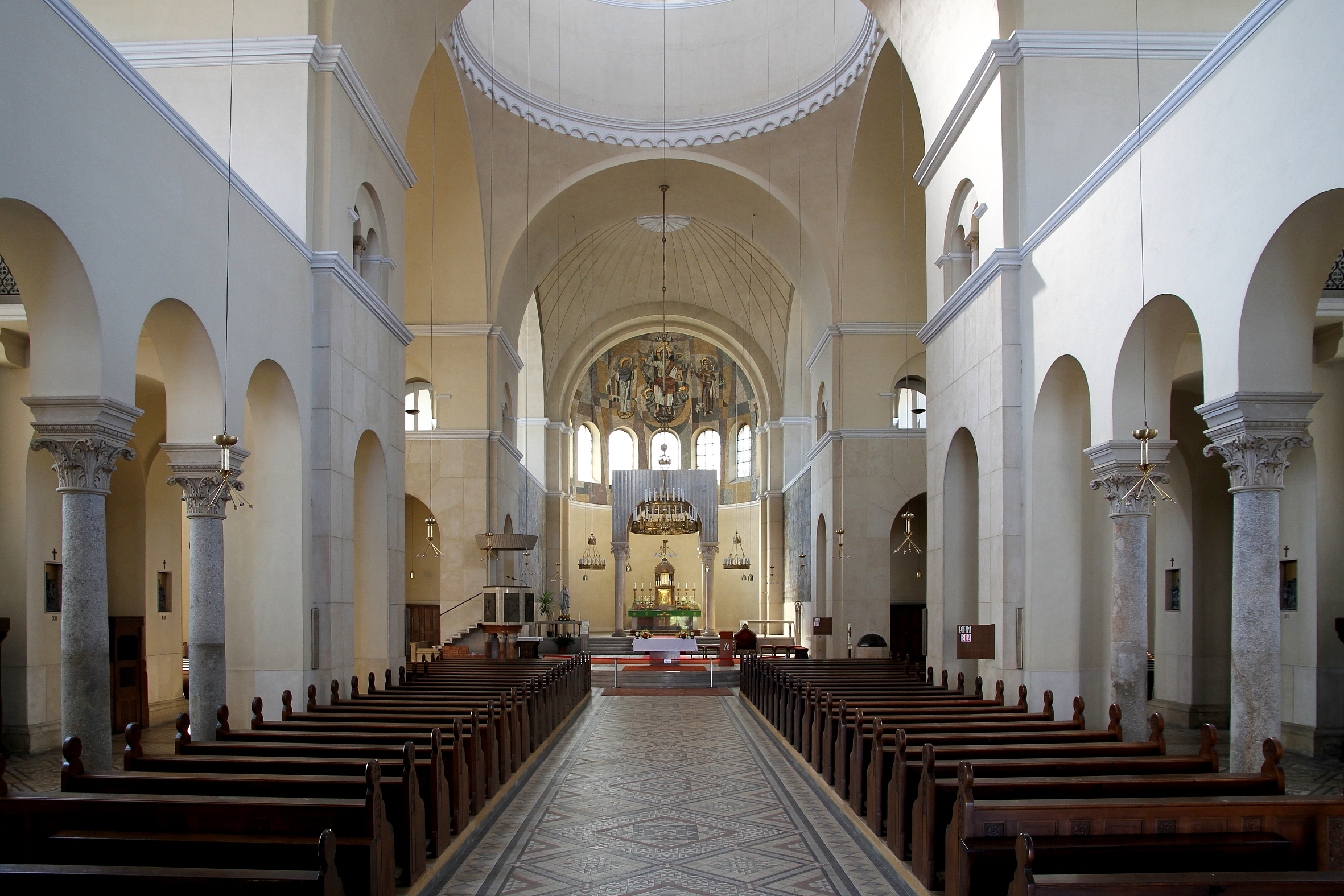
Inneres
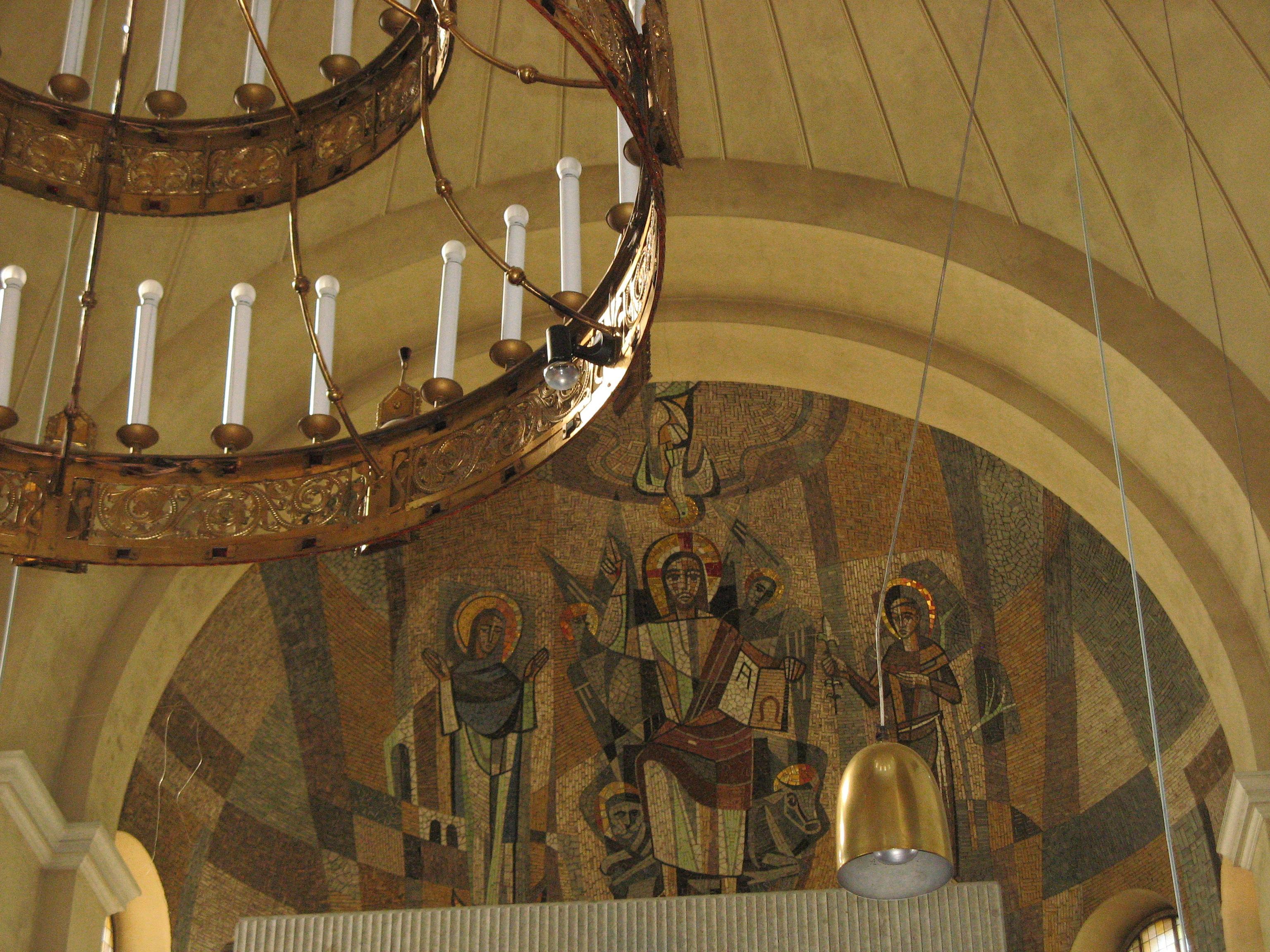
Apsismosaik Christus Pantokrator von Ernst Bauernfeind
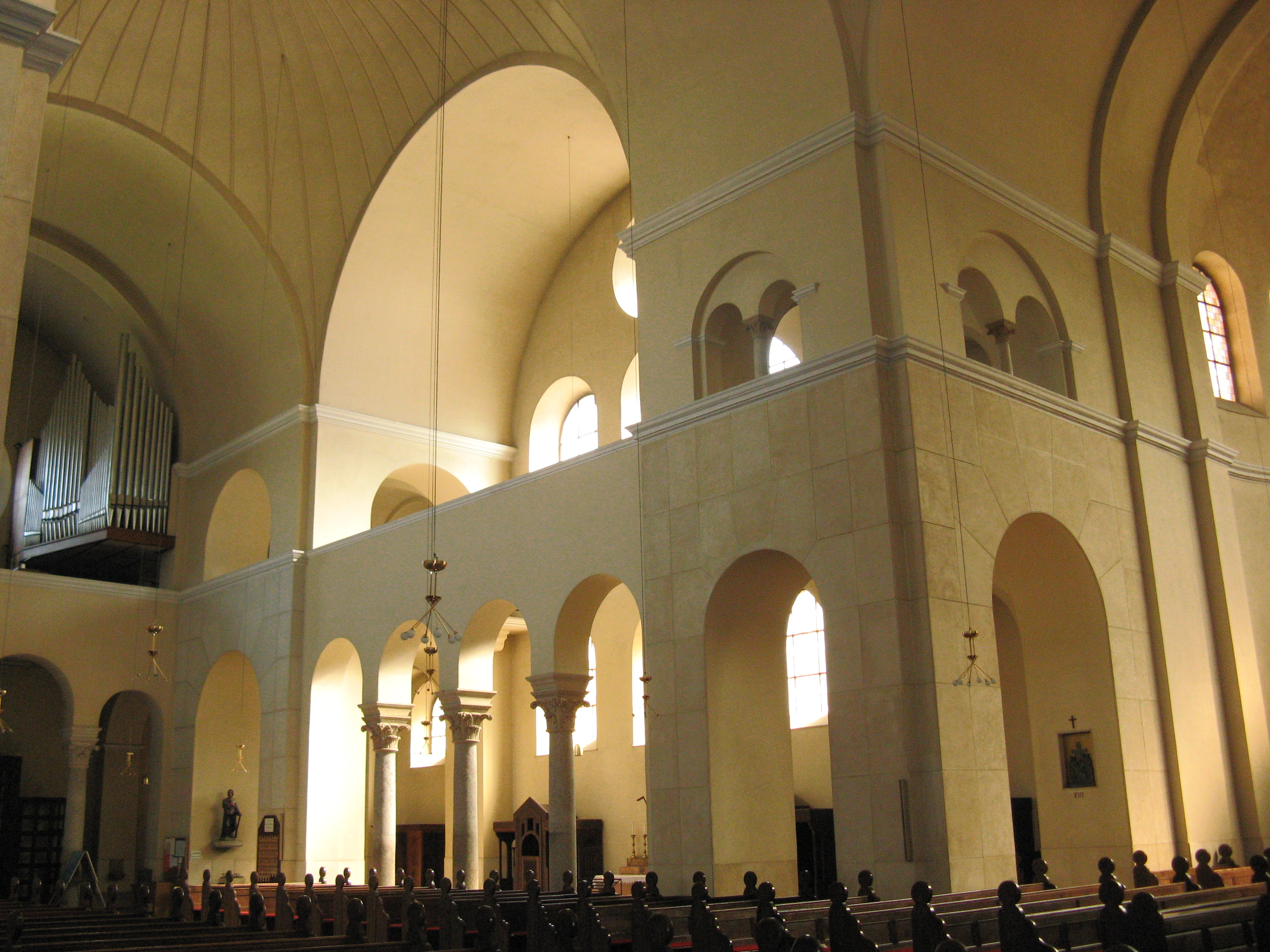
Innenraum
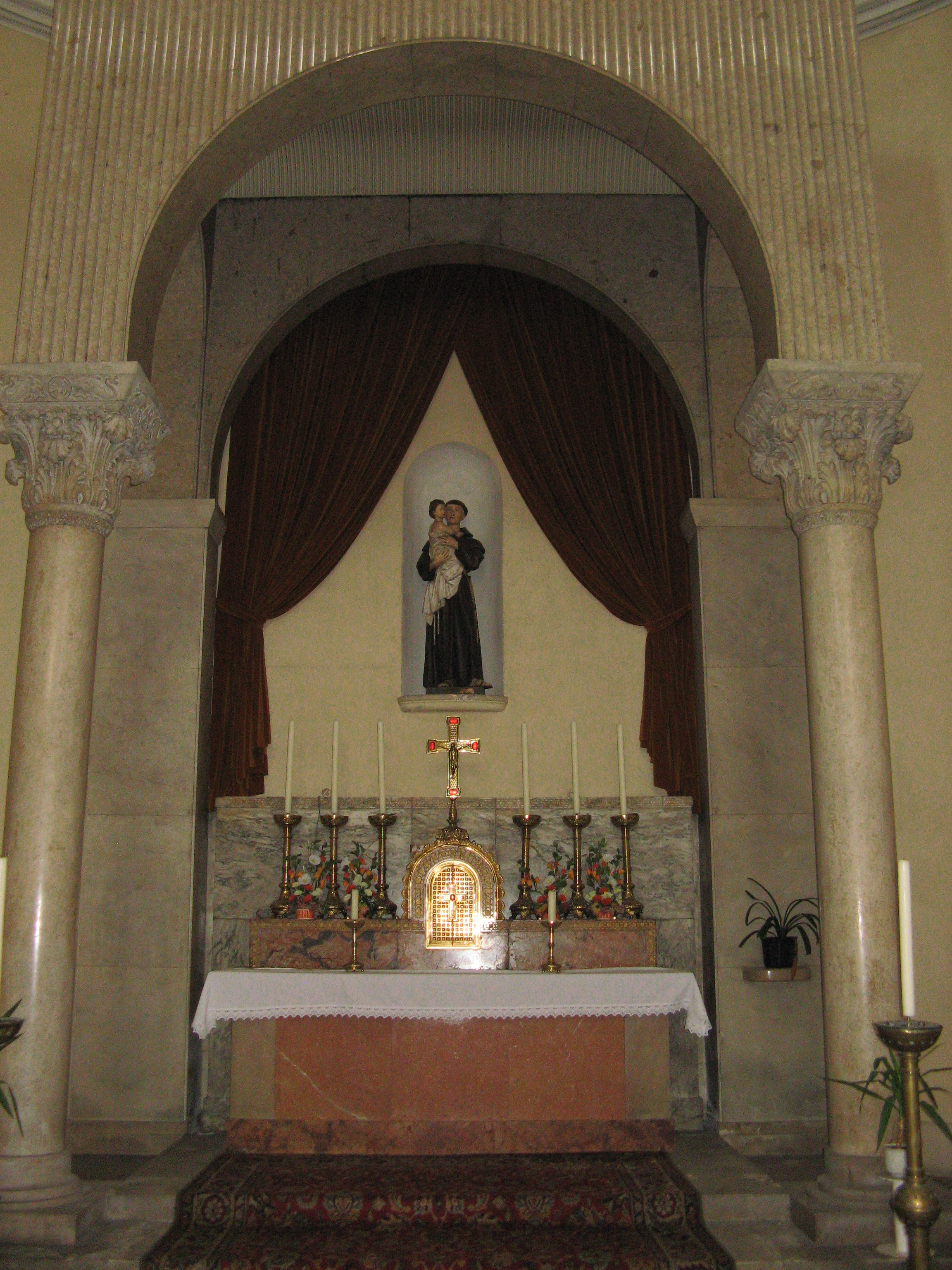
Antoniusaltar